# Йоан Ефески
Йоан Ефески (на гръцки: Ιωάννης της Εφέσου (ή της Ασίας), * ок. 507 до Ингилене при Диарбекир в Армения, † ок. 588) е епископ и сирийско-римски църковен историк от 6 век.
Като малко дете е изпратен в манастир. Той е привърженик на монофизитството. На 15 години отива в Амида. От 532 г. той пътува през цялата територия римския Ориент и събира истории на прочути Светии. През 540 г. той е в Константинопол, през 541 г. пътува до Египет. През 542 г. върлува таканаречената Юстинианова чума. Той получава от император Юстиниан I задачата да отиде в малоазиатските планини да покръства неверните. По негови сведения той кръщава за тридесет години над 70 000 души.
През 558 г. Йоан е помазан за епископ на Ефес от Якоб Барадей. Той обаче изглежда никога не бил там.
При император Юстин II от 570 г. отново се засилва гонитбата на монофизитството. Йоан, от дълго един от най-важните от тази група, е инхафтиран и умира през 586 или 589 г. вероятно в Халкедон.
Йоан е автор на множество произведения. Особено важна е книгата му за църковната история, написана на сирийски (арамейски). В нея той пише за персийската война на Маврикий.
Той пише сбирка за живота на 58 източни светци, преди всичко сирийски и египетски монаси и отшелници.